# Azzio

## Storia

### Simboli
Lo stemma e il gonfalone sono stati concessi con decreto del presidente della Repubblica del 10 gennaio 1985.
Lo stemma raffigura, in campo d'argento, un arcobaleno posto in fascia e attraversato da una chiave di violino d'oro, accompagnato in punta da nove alberi nodriti sulla pianura di verde,  e in capo da tre stelle di sei raggi di azzurro, ordinate in fascia.
Il gonfalone è un drappo troncato di azzurro e di bianco.

## Monumenti e luoghi d'interesse

### Architetture religiose
- Nella chiesa parrocchiale della Vergine Maria è presente un organo. Lo strumento è opera di Vincenzo Mascioni, anno 1891.
- Nella periferia di Azzio si trova la Chiesa di Sant'Antonio e Sant'Eusebio che era annessa al convento di Santa Maria degli Angeli, dei frati minori riformati, eretta nel 1608 ampliando e trasformando una precedente chiesa dedicata a Sant'Eusebio che fungeva da chiesa vicariale direttamente dipendente dalla collegiata di San Lorenzo di Canonica. Attiguo alla chiesa sorgeva il convento la cui struttura è ancora riconoscibile, nonostante numerose e sostanziali modifiche anche recenti. Oggi rimangono parti del deambulatorio dei due chiostri, la cucina, il refettorio, alcune celle e altri ambienti. Il tutto ora è di proprietà privata, tranne la chiesa. In essa vi sono, accanto all'altare, affreschi di Gian Battista Ronchelli, un busto ligneo di Sant'Eusebio e due statue in legno dorato (la Vergine e Sant'Antonio) opere del Seicento. All'esterno, sul sagrato, trova posto una Via Crucis con edicole quadrate.

## Società

### Evoluzione demografica
- 260 nel 1751
- 328 nel 1805
- annessione a Gemonio nel 1809 e a Cuvio nel 1812
- 403 nel 1853
- annessione ad Orino nel 1927
- 526 nel 1961

Abitanti censiti

### Etnie e minoranze straniere
Secondo i dati ISTAT al 31 dicembre 2010 i cittadini stranieri residenti erano 76 persone (il 9,40% della popolazione).
La nazionalità maggiormente rappresentata in base alla sua percentuale sul totale della popolazione residente era:
- Marocco 32 (il 42,10% della popolazione straniera)
- Albania
- Repubblica Dominicana

Perù

## Economia
Nella località ha sede la ditta costruttrice di organi Mascioni.

## Azzio e le sue Corti

###### Corti di Via Biasini
Cort di Gurlit (Corte Fam. Gurlit)
Cort dur Genii (Corte dei Geni)

###### Corti di Via Roma
Cort di Mansüet (Corte dei Mansueti)

###### Corti di Vicolo Vincenti
Cort di Farèe (Corte Fam. Farèe)

###### Corti di Vicolo Barbieri
Cort dei Ponturit (Corte Fam. Ponturit)
Cort di Gaii (Corte dei Galli)

###### Corti di Via Stella
Cort di Pich (Corte Fam. Pich)
Cort di Barbieri (Corte Fam. Barbieri)
Cort di Tumit (Corte Fam. Tumit)

###### Corti di Vicolo Litta
Cort Bariatti (Corte Fam. Bariatti, Principale)
Cort di Vay (Corte Fam. Vay)

###### Corti di Vicolo Porro
Cort dur Sart (Corte delle Sarte)